# Червоні дзвони. Фільм 1. Мексика у вогні
«Червоні дзвони. Фільм 1. Мексика у вогні» — радянсько-мексикансько-італійський фільм режисера Сергія Бондарчука 1982 року про події Мексиканську революцію 1910—1917 років. В основу фільму покладено книгу Джона Ріда  «Повстала Мексика», а також факти з біографії письменника. Перша частина дилогії «Червоні дзвони».

## Сюжет
1913 рік. Мексика. У країні палає громадянська війна. Дві селянські армії, очолювані Еміліано Сапатою на півдні і Франсіско («Панчо») Вільєю на півночі з важкими боями просуваються до столиці, зайнятої військами диктатора генерала Уерти. У самий розпал боїв в північну армію прибуває американський журналіст Джон Рід з метою взяти інтерв'ю у лідера повсталих селян Панчо Вільї.

## У ролях
- Франко Неро — Джон Рід
- Урсула Андресс — Мейбл Додж
- Хорхе Луке — Еміліано Сапата
- Еракліо Сепеда — Панчо Вілья
- Бланка Герра — Ізабель
- Хорхе Рейносо — Лангіноса, боець армії Вільї
- Давид Ковнат — епізод
- В'ячеслав Бутенко — епізод
- Мірдза Мартінсоне — Бессі Бітті — епізод
- Олексій Ємельянов — інженер

## Знімальна група
- Режисер — Сергій Бондарчук
- Сценаристи — Сергій Бондарчук, Валентин Єжов, Антоніо Сагуера
- Оператор — Вадим Юсов
- Композитори — Георгій Свиридов, Хоакін Гутьєррес Ерас
- Художники — Леван Шенгелія, Джантіто Бурк'єлларо, Франсіско Магайон